# Schloss Tannhausen

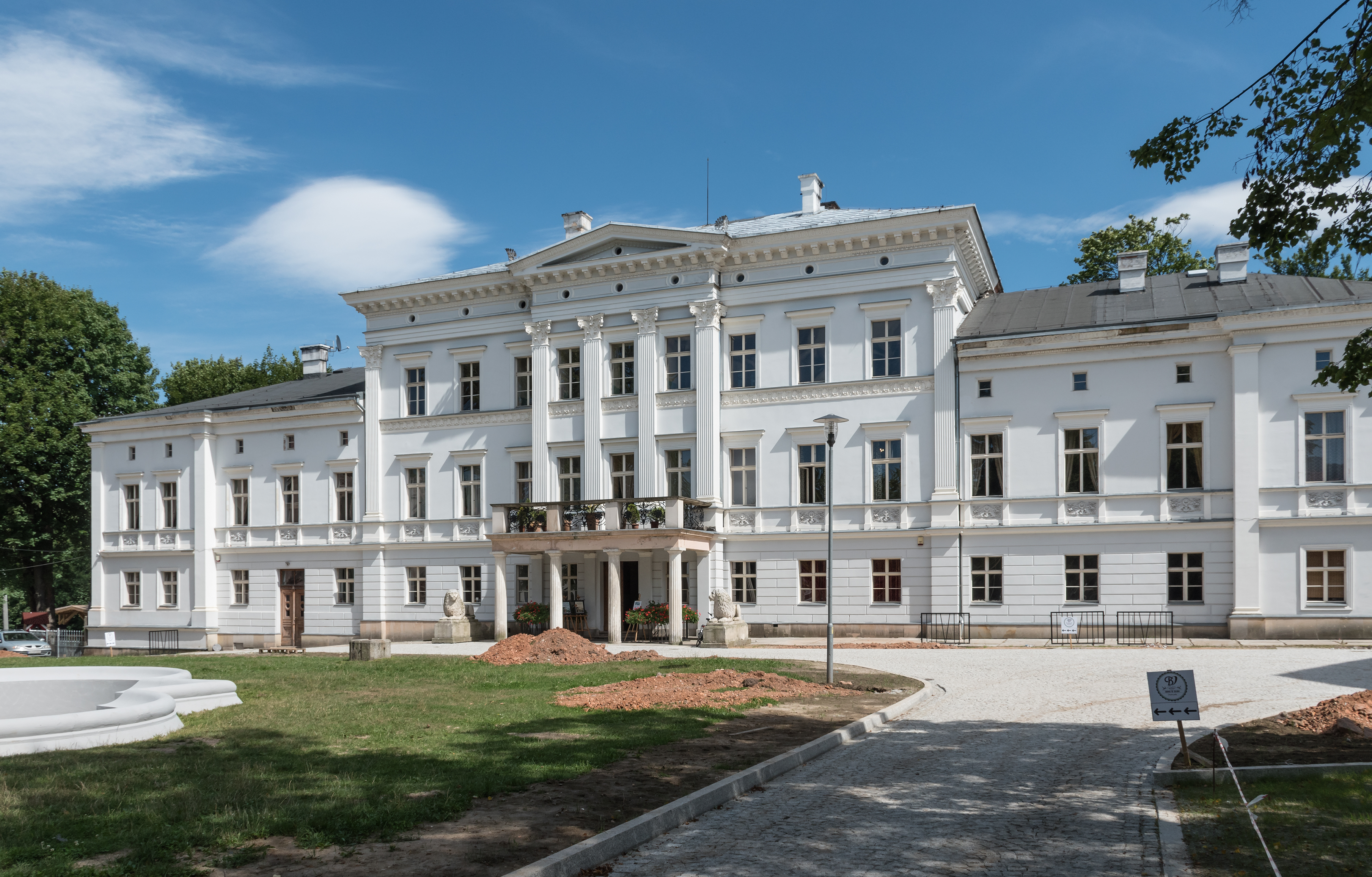
Schloss Tannhausen (2017)

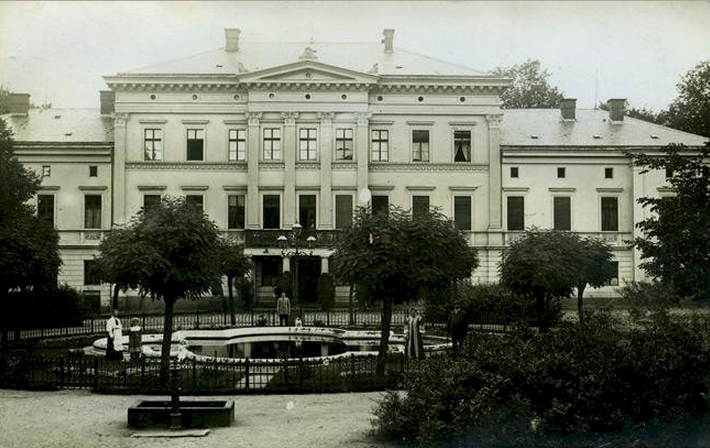
Schloss Tannhausen (1908)

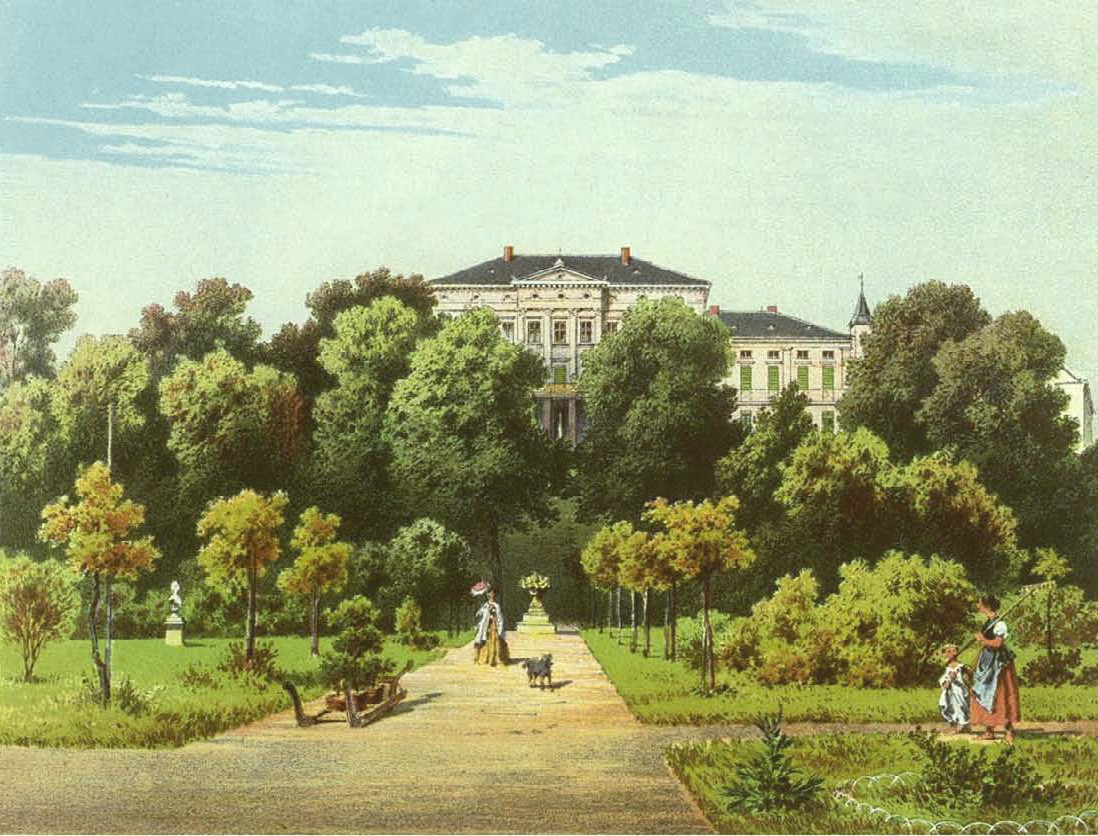
Schloss Tannhausen, Sammlung Duncker

Schloss Tannhausen (polnisch Pałac Jedlinka) ist ein Schloss in Jedlina-Zdrój (Bad Charlottenbrunn), Woiwodschaft Niederschlesien.
Der Ort wurde im 13. Jahrhundert unter Bolko I. von Schweidnitz erstmals erwähnt und gehörte zur Herrschaft der Kynsburg.
Seit 1648 war die Familie Seherr-Thoß in Besitz des Ortes. Nach Entdeckung von Heilquellen gründete Johann Christoph Freiherr von Seherr-Tross das Heilbad. Ende des 18. oder Anfang des 19. Jahrhunderts entstand das heutige klassizistische Schloss, das 1861 vom Waldenburger Porzellanfabrikanten Carl Krister erworben wurde.
Im Jahr 1880 kamen die von Klitzing in den Besitz des Schlosses, auf diese folgte Gustav Adolf Böhm. Im Zweiten Weltkrieg wurde das Schloss in Zusammenhang mit dem Projekt Riese beschlagnahmt.
Nachdem die Region an die Volksrepublik Polen gefallen war, wurde das Schloss Sitz einer PGR. Nach der Wende wurde das Schloss privat erworben und restauriert. Ein ehemaliges Wirtschaftsgebäude wurde zum Hotel Pałac Jedlinka umgebaut.